# Erik Nevland
Erik Nevland (né le 10 novembre 1977 à Stavanger en Norvège) est un footballeur norvégien.

## Biographie

### Ses débuts
Erik Nevland commence sa carrière de footballeur dans sa ville natale, Viking Stavanger. En 1997, il fut rapidement remarqué par Manchester United à l'âge de 19 ans et signe en faveur du club.

### Manchester United et Prêt
À Manchester United, il ne jouera qu'un seul match pour la Coupe de la Ligue anglaise avant d'être prêté en 1999 au Viking Stavanger son club formateur. En 2000, il est à nouveau prêté dans un club scandinave, IFK Goteborg en Allsvenskan où il ne jouera que 4 match.

### Retour au Viking Stavanger
En 2000, Nevland de retourner au Viking Stavanger où il signe un contrat de durée indeterminé. En 2001, il remporte la Coupe de Norvège. En 2002, il inscrit deux buts décisifs durant leur victoire contre Chelsea en Coupe UEFA. En 2004, il inscrit 54 buts en 113 matchs.

### FC Groningue
En 2004, Nevland signe un nouveau contrat de trois ans en faveur de FC Groningue en Eredivisie. Il est devenu rapidement un héros dans le club en inscrivant 16 buts en 20 matchs durant sa première demi-saison. Il inscrit le premier but dans le nouveau stade du FC Groningue, l'Euroborg. En 2007, il est élu joueur de l'année du FC Groningue par les supporters de la province de Groningue. Nevland a inscrit 53 buts en 116 matchs.

### Fulham
En janvier 2008, Nevland signe à Fulham pour le maintien en Premiership pour 2,5 millions € (1,85 million de £), auxquels s'ajoutent 0,5 million € si Fulham parvient à se maintenir en Premiership (ce qu'ils ont réussi à faire). Le 3 février, il joue son second match en Premiership face à Aston Villa. Le 12 avril 2008, il inscrit son premier but sous les couleurs de Fulham face à Reading durant leur victoire 2-0. Il est souvent comparé avec son compatriote Ole Gunnar Solskjaer.
En juillet 2010, Nevland décide de terminer sa carrière en Norvège et retourne dans son club formateur, le Viking FK.

## Palmarès

### En club
- Vainqueur de la Coupe de Norvège en 2001 avec le Viking Stavanger
- Finaliste de la Ligue Europa en 2010 avec Fulham
- Vice-champion d'Angleterre en 1998 avec Manchester United

### En équipe de Norvège
- 8 sélections entre 2001 et 2009